# DEFB125
DEFB125 (англ. Defensin beta 125) – білок, який кодується однойменним геном, розташованим у людей на короткому плечі 20-ї хромосоми. Довжина поліпептидного ланцюга білка становить 156 амінокислот, а молекулярна маса — 17 537.
| 10         |  | 20         |  | 30         |  | 40         |  | 50         |
| ---------- |  | ---------- |  | ---------- |  | ---------- |  | ---------- |
| MNILMLTFII |  | CGLLTRVTKG |  | SFEPQKCWKN |  | NVGHCRRRCL |  | DTERYILLCR |
| NKLSCCISII |  | SHEYTRRPAF |  | PVIHLEDITL |  | DYSDVDSFTG |  | SPVSMLNDLI |
| TFDTTKFGET |  | MTPETNTPET |  | TMPPSEATTP |  | ETTMPPSETA |  | TSETMPPPSQ |
| TALTHN     |  |            |  |            |  |            |  |            |

A: Аланін

C: Цистеїн

D: Аспарагінова кислота

E: Глутамінова кислота

F: Фенілаланін

G: Гліцин

H: Гістидин

I: Ізолейцин

K: Лізин

L: Лейцин

M: Метіонін

N: Аспарагін

P: Пролін

Q: Глутамін

R: Аргінін

S: Серин

T: Треонін

V: Валін

W: Триптофан

Кодований геном білок за функціями належить до антибіотиків, антимікробних білків. 
Секретований назовні.